# 國立高雄科技大學建工校區
國立高雄科技大學建工校區位於高雄市三民區建工路415號，是1963年所創立的三大工專「臺灣省立高雄工業專科學校」，佔地約9.8公頃。2000年7月，改名「國立高雄應用科技大學」為校本部。2018年2月1日與國立高雄第一科技大學、國立高雄海洋科技大學三校新設合併成國立高雄科技大學為建工校區。

## 歷史
1963年8月，臺灣省政府以高雄高工為基礎改制，於該校設立「臺灣省立高雄工業專科學校」，令由高雄高工兼辦校務 。1979年7月，隨高雄市升格直轄市改名為「高雄市立工業專科學校」。1981年7月，改隸國立為「國立高雄工業專科學校」。1992年8月，獲准增設二年制商業類科，並更名為「國立高雄工商專科學校」。1997年7月，奉核改制為「國立高雄科學技術學院」。
2000年7月，奉行政院核定改名「國立高雄應用科技大學」。並依十三個系之性質劃分為「工學院」、「商學院」、「管理學院」。2003年8月，商學院併入管理學院。2001年8月，增設人文社會學院，全校合計四學院、十七學系、八個研究所、十個專業研究中心。2015年10月，人文社會學院完成搬遷燕巢校區。
2018年2月1日，國立高雄第一科技大學、國立高雄應用科技大學、國立高雄海洋科技大學三校新設合併成國立高雄科技大學，為建工校區，設有工學、電機與資訊等二個學院。

## 外部連結
- 國立高雄科技大學 （页面存档备份，存于）